# 劉傳明
劉傳明（1902年—1993年9月2日），又名劉明，臺灣嘉義縣番路鄉公田人，礦業鉅子、慈善家，在臺灣白色恐怖時期受冤入獄，其遭遇被拍成電視劇《台灣百合》。根據陳翠蓮教授據新出土的檔案，於二二八事件中活躍的劉明，實為保密局、警備總部與行政長官公署安排滲透於二二八處委會的人員。但陳翠蓮教授的說法僅根據特務撰寫的兩份簡約資料，沒有其他歷史文獻佐證，不排除只是特務邀功的說法。根據當事人及同年代人的回憶錄，當年陳逸松為參政員（相當於國會議員），劉明為金礦大企業家，二位日治時代即急公好義，當時社會地位崇高，為台籍知識分子普遍敬重，指稱劉明及陳逸松為情報單位特務，殊不可信。

## 生平
劉傳明父親劉濶曾任山地通事，長兄劉再生、二哥劉傳能、三哥劉傳來。公學校畢業後進入長老教台南高等學校就讀。1919年赴日本留學藏前高等工業學校，1926年由同窗、時任中國國民黨西巢鴨區支部的葛曉東介紹加入為黨員，1928年畢業返臺。在留學時，曾在日本西巢鴨阻止中國左派學生企圖包圍蔣介石的行動。

### 煉金致富
回臺之初，劉傳明透過其兄長的協助，向基隆顏家承租台陽礦區，在侯硐大粗坑經營金礦，創立取名為「振山實業社」的公司，並應用所學知識，以氰酸鉀精煉冶金而致富，提升臺灣的煉金技術，進而再租下新店、暖暖、三貂嶺等處的礦權。
台灣戰後時期，歷任礦業界多項要職的劉傳明領導礦界恢復台灣煤礦正常生產，並於中國大陸京滬沿海需煤之時，促使臺煤外銷京滬等各處，以外銷盈餘貼補內銷，而奠定臺灣煤業良基。
劉傳明擁有大批房地產，與陳啟川一樣為當時臺灣少數擁有福特轎車的富者。事業有成後，常捐輸文化、教育事業，如支持台陽畫展。並在大粗坑改進醫療環境。除此外，還協助朱朝陽等人創辦延平學院、開南中學，由於當時延平籌備處無處辦公，還提供王白淵在他位於台北市漢口街的振山實業社辦公。

### 羅織罪名
1945年10月，軍統連謀與黃昭明著手組織台北市流氓角頭、浪人，呈文台灣行政長官陳儀，成立「義勇糾察隊」，共五百餘人聽命於總隊長劉明、副總隊長黃昭明指揮，協助政府接收工作，經費由劉明的振山實業公司捐助。
在二二八事件時，劉傳明就被指控參予。當時事發之時，他受警務處官員所託，動員延平學院與開南商工學生，維持治安。3月5日，臺灣省自治青年同盟成立，他擔任該聯盟財政顧問。
保密局所派之間諜許德輝指控劉傳明夥同陳逸松利用呂永凱，拉攏臺灣籍警長、警官及警員八十餘名，組織臺灣警政革新同盟。同年4月8日，林頂立呈南京密報「中統包庇叛徒要犯」將劉傳明冠上為臺共分子，稱他與陳逸松、顏欽賢、黃朝琴等均參與處委會偽組織，企圖平分政權。5月11日，許德輝又密報劉傳明、周延壽兩人為「二二八事件叛亂首要」，「領導暴民大肆搶劫與蹂躪地方之敗類」。6月，又有密報指稱劉傳明、陳逸松煽動臺北十五校學生罷課參予二二八、周延壽利用參議長地位領導暴民搶劫。7月，保密局人員周敏生表示查無劉傳明參與叛亂，及煽惑學生罷課之情報。

### 牽連入監
前調查局第一處科長李世傑所著《台灣共和國大統領廖文毅投降始末》紀錄，當時擔任石炭調節委員的劉傳明，受該會祕書孫悅光，和同事吳坤煌、物資調集委員會秘書顏錦華、劉傳明留日同窗蕭坤裕等人請求資助他們辦《光明報》。之後顏錦華等人被保密局逮捕，指控他們參加台湾民主自治同盟，因而劉傳明受株連。
劉傳明資助的延平校長朱昭陽也在1949年8月底被捕，在留置其間劉傳明四處奔走並慰問家屬，終於將被押約百日的朱昭陽保釋出獄。數月後，換成劉傳明被捕入牢。被牽連者還有延平補校附設工藝社主任的王白淵，以知匪不報被判二年。
前保密局組長谷正文回憶當時保密局的一位王姓幹員想佔有劉傳明的進口轎車，偷寫下字條：「劉傳明嫌疑重大，且有地方勢力，應該好好調查……」放在保密局長桌子，不久劉傳明就被控資助叛徒，被捕刑求。逮捕後，保密局人員令劉傳明的張姓司機，將兩部進口福特轎車送來。司機後被關半年。
1950年，劉傳明被捕時，已出嫁、懷孕的大女兒，經常回家幫忙處理家中的巨變。劉傳明妻子為拯救丈夫，每見一位要人，就以金條行賄。林頂立、許丙、劉啟光以及各情治單位的有力幹部，幾乎都收到劉家的買命錢。李世傑也因此同情其遭遇。而劉傳明的漢口街事務所房子和長女嫁妝的武昌街房子，都因此變賣。
陳逸松受劉傳明兄長劉傳來所託，與游彌堅去請求毛人鳳，說劉傳明受台灣人敬愛，若判重刑恐對臺灣影響很壞，結果劉傳明免於死刑，判十年徒刑，並沒收資產，判決書上載明「財產除酌留其家屬必需之生活費外，全部沒收。」劉傳來為了營救弟弟，為國民黨效力，之後策反廖文毅等回台。劉傳能也是去策反台獨人士。

### 資產沒收
以下是被軍方沒收和佔用的台北市房地產：
1. 仁愛路3段34巷1弄11號的劉傳明住處，一度曾遭國防部示範樂隊所佔用，後換成某將軍子女的住所。
2. 仁愛路3段34巷劉傳明住處後的空地，分別改建為華府大廈和杏林大廈。
3. 仁愛路3段2巷1弄6號土地，為婦聯會國防部分會佔用，1991年3月25日以「有償撥用」名義，變更所有權人為國防部總務局。
4. 陽明山白雲山莊，遭保密局所佔，後來才由劉傳明友人旅日華僑林榮賢出巨款，才讓軍方佔用者搬出。
5. 開封街1段79號、81號、83號洋房。谷正文表示當年這房子並未隨案移送沒收，是劉傳明送給他的，後來讓給毛人鳳友人和國代李廣和、立委劉秋芳。

### 服刑義舉
在服刑時，劉傳明家人會送一大批食物和用品進牢，好讓劉傳明分送給同窗受刑人，如麵包、木屐、奶粉和白襯衫等，甚至引來獄方警告。某次劉傳明得知看守所內有位女性受刑人生下孩子，但是其父親卻同時被槍決，因此不斷地囑咐家人買奶粉送來，多年後他們才發現奶粉並未送給嬰兒，而是被監獄管理員拿走。
劉傳明也常要求家人送進不少白襯衫，分送給即將遭槍決的犯人穿。林俊義姐姐林至潔回憶道丈夫郭琇琮死刑前，穿著就是同囚的劉傳明所送的白襯衫，當時劉傳明說：「台灣人的鮮血，應該流在清白的襯衫上。」吳念真也記得祖父談及劉傳明會贈全新白襯衫的事，說台灣人要走也要走得乾淨、走得有體面，在監獄甚得人望。
1954年，劉傳明父親去世，陳逸松代替獄中的劉傳明去奔喪。

### 出獄餘生
1958年7月15日，劉傳明在獄中服刑八年三個月後出獄。他是極少數刑期未滿、就提前假釋出獄的叛亂犯，是調查局以劉傳明能積極策反臺獨份子著有績效為由，「為酬其功績，堅其心志，繼續協助工作，以宏績效，擬請轉函國防部准將劉明一名交由本局提出運用...」，由李世傑至軍監並護送回家。
出獄後的劉傳明又先後在新店、基隆等地開發煤礦，關心政治及昔日老友，但健康狀況已不如昔。
1959年秋，小學二年級的吳念真遇到劉傳明來他家鄉大粗坑探訪。村民鋪路、清理環境，電線桿和牆壁上到處貼著「歡迎劉老闆返鄉」紅紙。回來的那一天，全村停工、停課，家家戶戶準備長串鞭炮，許多人跟劉傳明握手、擁抱。劉傳明則回送村民禮物，並在全村的中午餐會上發表演說。
晚年的劉傳明為過去因刑求導致椎骨受傷的巨疼所苦。他原先是統派，經常和么兒劉榮凱激辯兩岸問題，後因文化大革命和六四天安門事件的失望，父子逐漸有共識，告訴過子女他反對中共統治台灣。1989年，1986年國代選舉，他以八十五歲高齡，登記為民進黨蕭裕珍的助選員。隔年，他聲援蔡有全、許曹德的台獨案，但因跌傷，從此臥病在家，甚少出門。1992年，他接受訪問時，表示他「不甘願」死，要看國民政府倒。
1993年初，谷正文在政治受難者公聽會中坦言，劉傳明當年被逮捕的真正原因是因為太有錢，保密局一位王姓幹員想霸佔其進口轎車，遂構陷入獄。該年9月2日，劉傳明過世，於臺北市第二殯儀館舉辦追思會。

## 劉明與軍統局
根據國立臺灣大學歷史學系教授陳翠蓮發現新出土的檔案，顯示劉明身為二二八處理委員會的主要成員，卻證實劉明與在戰後與最早進入臺灣，利用黑道監控臺灣社會的情治機關軍統局關係密切。研究內容中，檔案原件足以佐證劉明實為保密局運用人員，在二二八事件中活躍的陳逸松、劉明、蔣渭川、許德輝一夥人，都是保密局、警備總部與行政長官公署安排滲透於二二八處委會的人員。保密局運用陳逸松、劉明之事，陳儀本身知情並且同意。對中國政治文化陌生的劉明，其政治生涯在遭遇巨變歷經牢獄之災之後，以投入反對運動來表達對國民黨政府的抗議。。

## 身後
1994年電影《多桑》的主角為是劉傳明的採礦工人。
劉家後代成立「傳明基金會」，贊助台灣音樂、藝術、文化和社會工作者，如林衡哲的「台灣文庫」、蕭泰然的《台灣人的詩篇》音樂專集，朱真一的「客家文化語言」及「賴和醫學服務獎」、林義雄的「慈林基金會」，吳樹民的「吳三連台灣史料基金會」，以及休士頓的「蔡正隆基金」和「台灣人傳統基金會」等等。
2004年的《台灣百合》，劇中游天雄是影射劉傳明，由他兒子劉榮凱出演。
在民進黨第一次執政時，劉家後代與許多同樣家產被沒收的家屬，拜託民進黨立委協助，望找到當初沒收財產資料，但軍方卻表示資料早消失。2011年3月，劉榮凱與受難者家屬又準備打官司，希望政府能夠讓這些案件平反，給應有的交代。